# Yanase Takashi Memorial Hall
Le Yanase Takashi Memorial Hall (やなせたかし記念館, Yanase Takashi Kinenkan), également connu sous le nom de musée Anpanman, est un musée situé à Kami, dans la préfecture de Kōchi au Japon. Il est dédié à l'œuvre de Takashi Yanase, mangaka et illustrateur célèbre pour avoir créé la série Anpanman. 

## Collections
Le Yanase Takashi Memorial Hall comprend plusieurs bâtiments :
- Le musée Anpanman, qui expose des œuvres et des installations en rapport avec l'univers d'Anpanman. L'accueil et la boutique du musée se trouvent dans ce bâtiment.
- La galerie Poem & Märchen (poème et conte de fées), qui présente des dessins originaux et des illustrations de couverture créés par Takashi Yanase pour le magazine Poem & Märchen, dont il était rédacteur en chef.
- L'annexe, où sont organisées des expositions temporaires.

Le musée comprend également un parc commémoratif avec de nombreuses statues des personnages d'Anpanman.

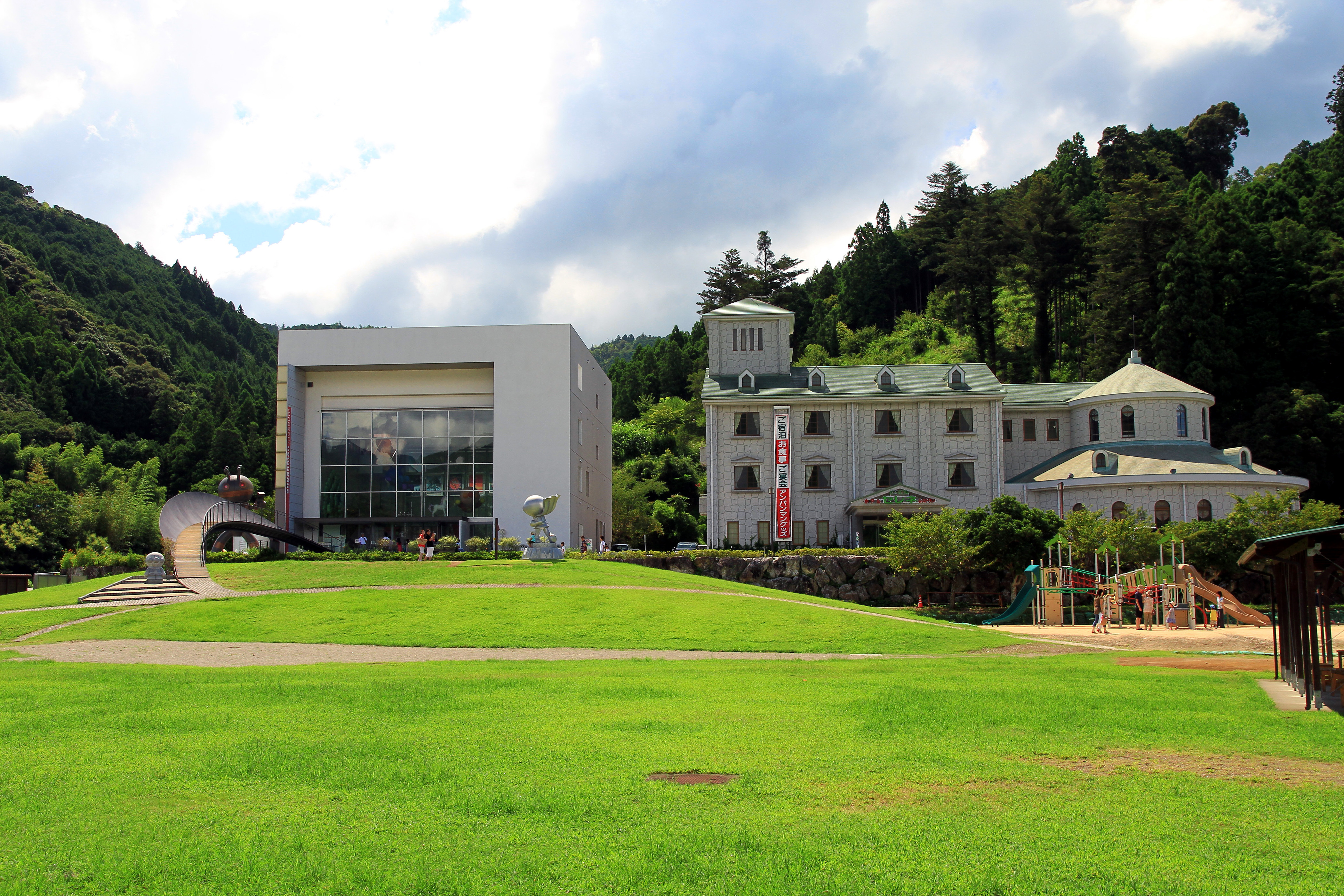
Le musée Anpanman.
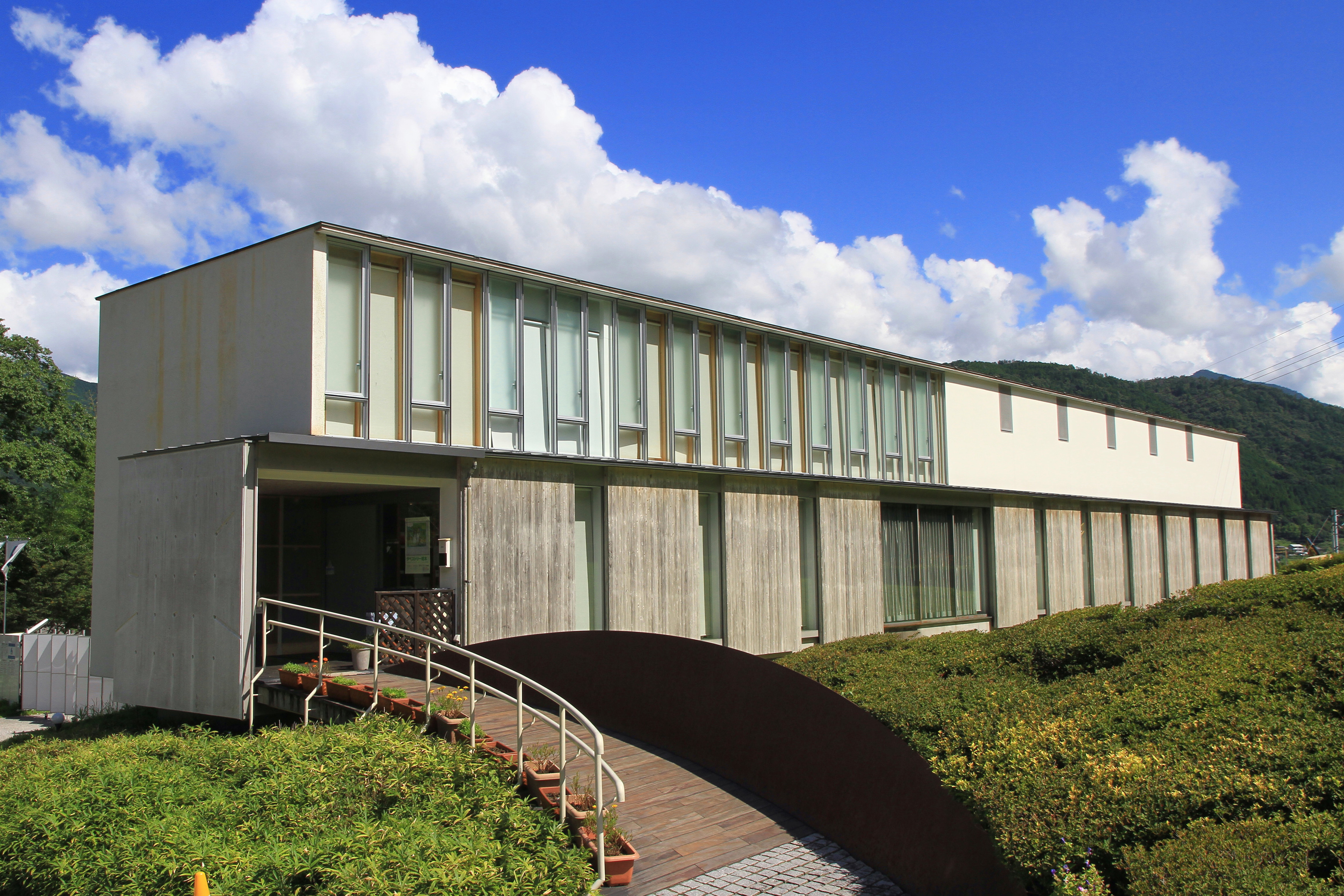
Galerie Poem & Märchen.
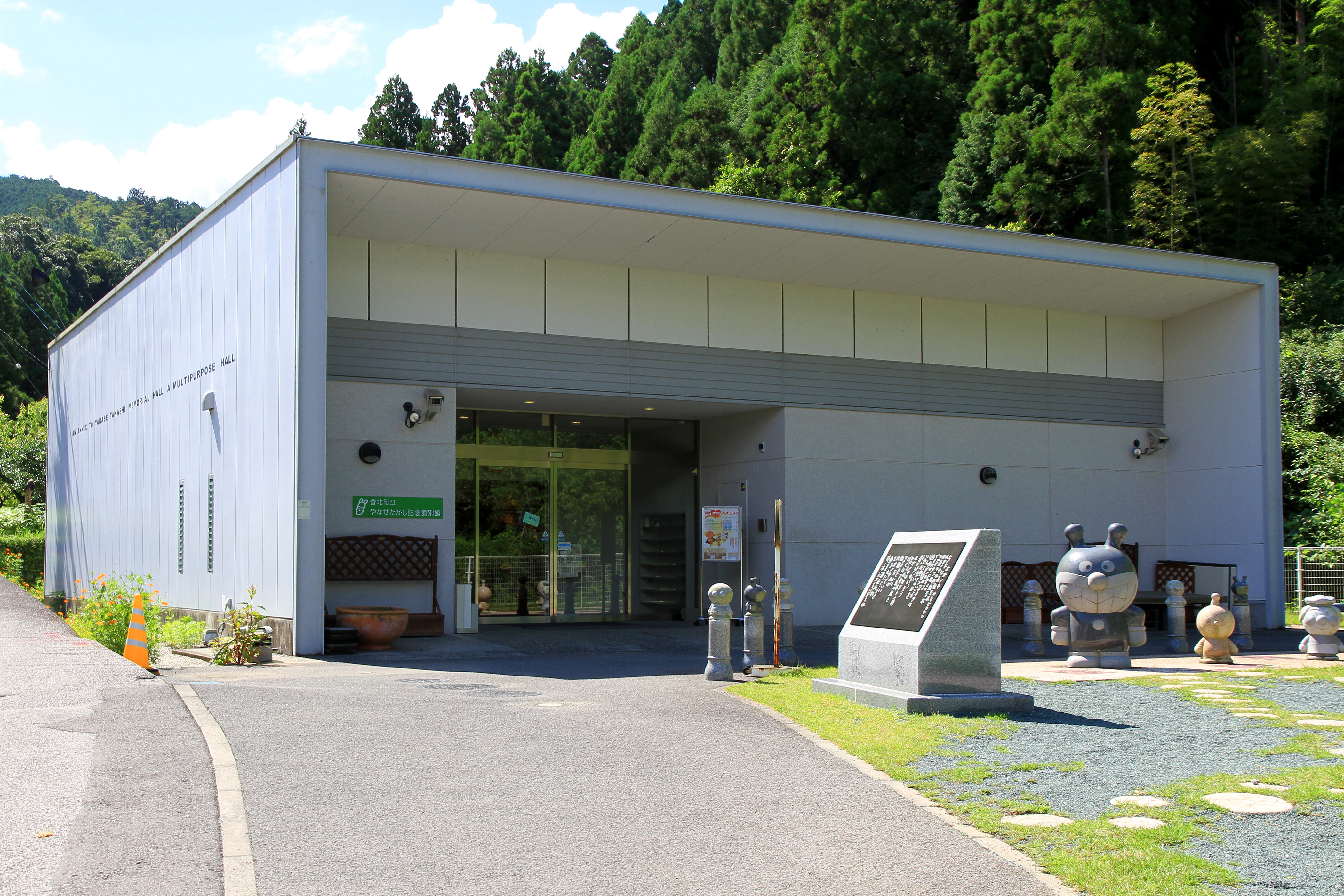
L'annexe.

## Accès et informations pratiques
Le musée est à environ une heure de voiture du centre de Kōchi. Un service de navette de bus décorés aux couleurs d’Anpanman relie la gare de Yosa-Yamada (ligne Dosan) au musée.
Le musée est ouvert tous les jours sauf le mardi (ou le lendemain si le mardi est férié). Les billets doivent être réservés à l'avance. Les tarifs sont les suivants :
- Adultes (18 ans et plus) : 1 200 ¥
- Adolescents (13-17 ans) : 800 ¥
- Enfants (4-12 ans) : 600 ¥
- Gratuit pour les enfants de moins de 4 ans.